# Parathyris
Parathyris este un gen de insecte lepidoptere din familia Arctiidae.

Cladograma conform Catalogue of Life:
| Parathyris | \| \| Parathyris cedonulli \| \| \| \| \| \| Parathyris griseata \| \| \| \| \| \| Parathyris semivitrea \| \| \| \| |
|            | \| \| Parathyris cedonulli \| \| \| \| \| \| Parathyris griseata \| \| \| \| \| \| Parathyris semivitrea \| \| \| \| |
|            | Parathyris cedonulli                                                                                                 |
|            | |
|            | Parathyris griseata                                                                                                  |
|            | |
|            | Parathyris semivitrea                                                                                                |
|            | |